# Euonthophagus pertinax
Euonthophagus pertinax là một loài bọ cánh cứng trong họ Bọ hung (Scarabaeidae).